# 台北医学大学
台北医学大学（ たいほくいがくだいがくTaipei Medical University）は、台湾台北市にある医科大学。大学の略称は北医、北医大。

## 沿革
| 年     | 月日 | 事跡                     |
| ------ | ---- | ------------------------ |
| 1960年 | -    | 私立台北医学院として開校 |
| 2000年 | -    | 台北医学大学と改称       |

## 組織
- 医学部
  - 医学科
  - 呼吸治療学科
  - 医学検査バイオテクノロジー学科
  - 医療事務管理学系
  - 医学研究所
  - 医学人文研究所
  - 医学検査バイオテクノロイジー研究所
  - 医学管理学研究所
  - 細胞分子生物研究所
  - 医学情報研究所
  - 薬理学研究所
  - 神経科学研究所

- 口腔学部
  - 歯学科
  - 口腔衛生学科
  - 歯学科修士・博士課程
  - 口腔科学大学院
  - 生物医学材料研究所

- 薬学部
  - 薬学科
  - 生物資源テクノロジー学科
  - 薬物研究所
  - 生薬学研究所

- 看護学部
  - 看護学科
  - 看護学研究所

- 公共衛生営養学部
  - 公共衛生学科
  - 保健営養学科
  - 公共衛生学研究所
  - 保健営養学研究所
  - 傷害防治学研究所

- 学術研究センター
  - 生殖医学研究センター
  - 運動医学研究センター
  - 生物情報演算センター

- その他
  - 教養課程センター
  - 終身学習部
  - 生物医学情報課程
  - 大学基礎教育工場プロジェクトチーム

## 中国医学による医療
台北医学大学の付属病院では西洋由来の高度な医療と同時に、中華圏独自に発展した伝統医学に基づく医療も専門外来を設置して行われている。

## 姉妹校
台北医学大学は現在、196の海外大学と姉妹校を締結している。
- エスワティニ　スワジランド大学 [2]

## 著名な出身者
- 陳時中（歯科医、衛生福利部部長）
- 王必勝（呼吸器内科医、新型コロナ対策専門家）